# Триліси (Фастівський район)
Трилі́си — село в Україні, у Фастівському районі Київської області. Населення становить 1800 осіб. Входить до складу Кожанської селищної громади .

## Історія

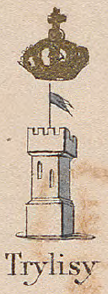
Триліси на мапі Зигмунда Герстмана

"20 липня 1662 року Адам Мазепа отримав універсал на маєток Триліси і сіл до нього належачих, щоб їх мешканці «за пана свого знали і йому послушні були». Того ж дня отримав пашпорт.
Характеризуючи  Триліси  того  часу  відзначимо,  що 
у 1645 р. шляхтянка Липницька позивала шляхтича Яна Зданклевича про місто Триліси (2 600 золотих) [5,365 зв.]. 
У 1649 р. Триліси входило до  складу  Чорнокамянської  сотні  Білоцерківського  полку  [с.6,182],  
у  1654 р. тут була окрема козацька сотня – 79 козаків і 60 міщан, прихожан обслуговувала Успенська церква, спалений острог [7,122–123].
3 квітня 1663 р. у Львові король підписав універсал до полковника білоцерківського, щоб той охороняв маєтності шляхтича Адама Мазепи." 

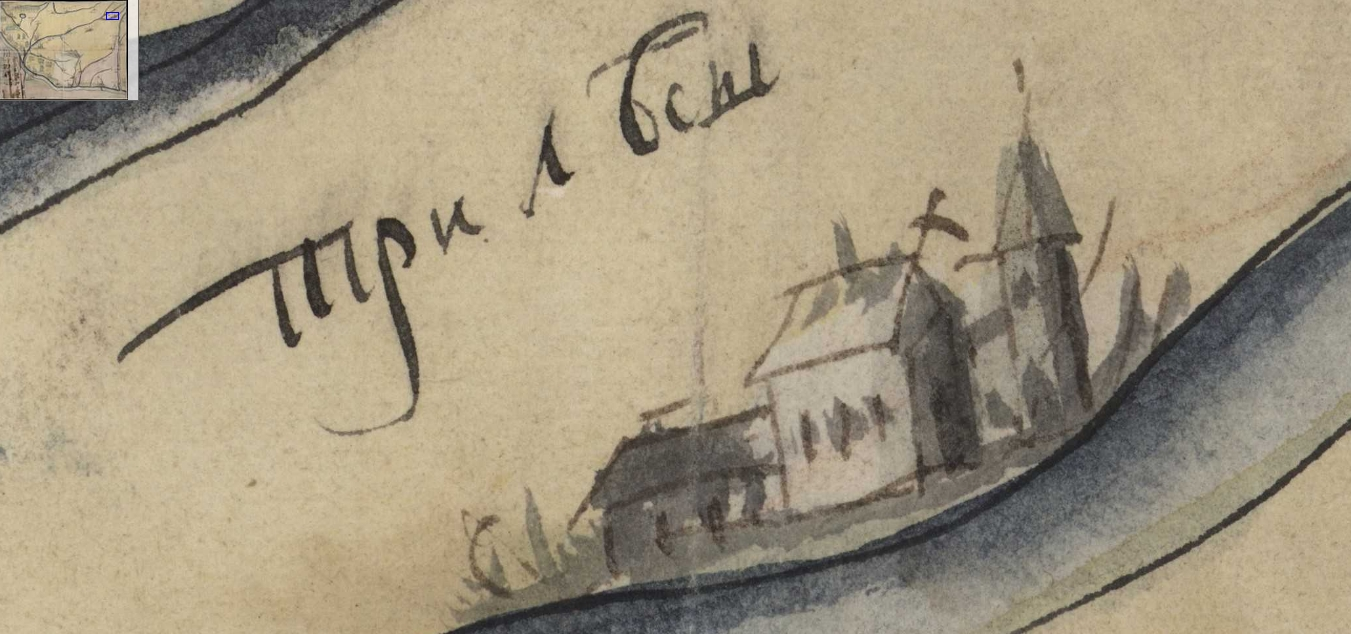
Триліси на карті XVIII століття

## Череківщина
Ботанічний заказник місцевого значення «Череківщина» (автори обгурунтування координатор КЕКЦ, к.б.н. Парнікоза І. Ю., директор КЕКЦ Борейко В. Є.)
Об'єкт розташований на території с. Триліси. Загальна площа 32,4 га. Об'єкт включає лісове урочище «Череківщина», а саме кв. 126. виділи 1, 2, 3, 4, 5, 6 Фастівського лісництва ДП «Фастівське лісове господарство». Землекористувачем є ДП «Фастівське лісове господарство».
Об'єкт є ділянкою височини над заплавою річки Кам'янки, вкриту лісовою, а частково також лучно-степовою рослинністю.
На початку XVIII ст. на території Череківщини родиною графів Браницьких було закладено лісовий парк для прогулянок і відпочинку, в якому були посаджені найрізноманітніші види листяних дерев, кущів, квітникових і трав'янистих рослин. Ще і до цього часу збереглися доріжки алей. Всі вони ведуть до центру парку. У колишньому парку розвинулися процеси натуральної сильватизації. І хоча бур'янисті види ще поширені, часто зустрічаються рослини природного неморального лісу: копитняк європейський, пшінка, рясти, фіалка запашна, медунка темна, яглиця звичайна тощо. Значні площі займає угруповання осоки волосистої, характерної для неморальних грабово-дубових лісів Придніпровської височини. Серед чагарників зустрічається природний вид — бруслина бородавчаста. Серед молодих дерев ясена, клена та подекуди дуба, збереглися поодинокі поважного віку липи та дуби. На відкритих лучно-степових схилах, що звернені на південний захід поширені численні види ксеротермічних угруповань — типчак — костриця борозенчаста (домінант), цибуля подільська, материнка звичайна, дика морква, миколайчики рівнинні тощо. Загалом флора урочища флора надзвичайно багата і різноманітна. На території даного лісового масиву росте понад 20 видів дерев, понад 10 видів кущів та понад 80 видів трав'янистих та квіткових рослин. Є серед них і цікаві та цінні рослини, які ще пів віку назад зустрічалися часто, а зараз вже стали рідкісними, а багато з них — під загрозою зникнення. Це підсніжник звичайний занесений до Червоної книги України та проліска дволиста, що перебуває під охороною на території Київської області.
Велика і стійка популяція підсніжника становить найважливішу цінність даного урочища і є головною підставою необхідності створення тут ботанічного заказника.
На території заказника спостерігається значна кількість вітровалу, на якому розвиваються різноманітні гриби. Це свідчення того, що в колишньому парку протікають процеси відновлення природних процесів. На стовбурах дерев поширені лишайники — зокрема фісція сіра.
Тваринний світ урочища завдяки поєднанню лісових та лучно-степового біотопу також дуже різноманітний. Так зокрема тут звичайними є такі червонокнижні комахи, як джміль яскравий, ксілокопи звичайна та фіолетова, махаон, жук-олень.
До наших днів[коли?] дійшло декілька легенд, в яких розкривається походження назви «Череківщина». За однією з них, за поселенням, на одній з найбільших височин було збудовано підземелля, виходи з якого були зроблені в різні сторони, в тому числі і до річки Кам'янки. В підземеллі катували людей. Там їх і хоронили. Пізніше над підземеллям поселилося багато лисиць, які вигрібали з поховань людські останки. Гора дістала назву Лиса, а територія підземелля — Череківщина.
«Череківщина» — одне з улюблених місць відпочинку жителів села Триліси.
Враховуючи велику наукову цінність об'єкта, його оголосили ботанічним заказником місцевого значення, з додержанням на його території таких вимог:
1. Заборона забудови, розкладання багать, засмічування та забруднення території;
2. Заборона збору рослинних, тваринних та сировинних ресурсів.

## Населення

### Мова
Розподіл населення за рідною мовою за даними перепису 2001 року:
| Мова       | Кількість | Відсоток |
| ---------- | --------- | -------- |
| українська | 2355      | 98.58%   |
| російська  | 30        | 1.26%    |
| білоруська | 3         | 0.13%    |
| румунська  | 1         | 0.03%    |
| Усього     | 2389      | 100%     |

## Люди
В селі народився Гурський Іван Францович (1902—1981) — український радянський живописець.